# Citronella moorei
Citronella moorei là một loài thực vật có hoa trong họ Cardiopteridaceae. Loài này được (F.Muell. ex Benth.) R.A.Howard mô tả khoa học đầu tiên năm 1940.

## Hình ảnh

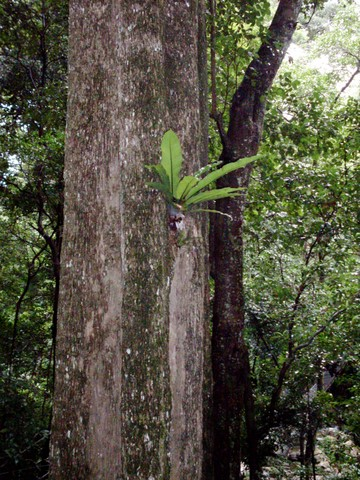
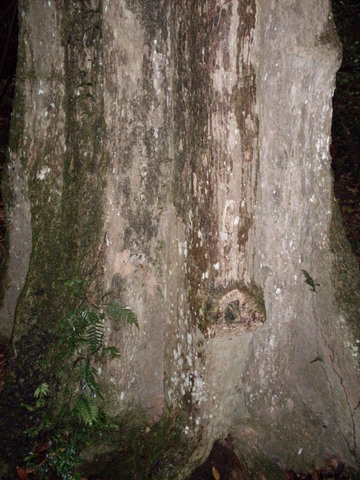
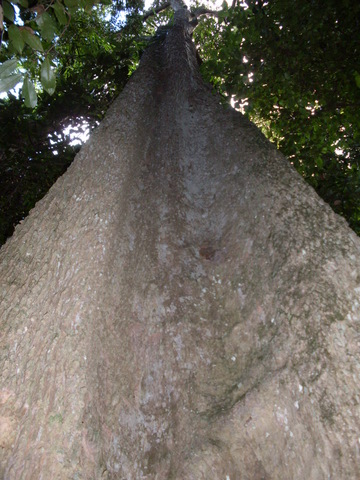
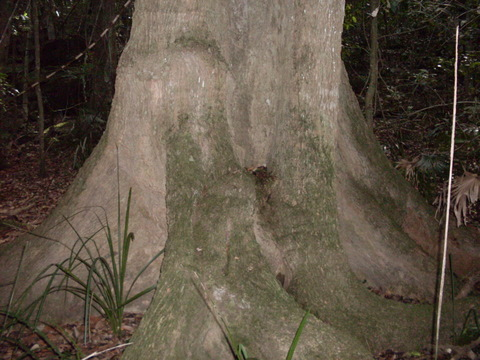